# Jacques-Germain Soufflot
Jacques-Germain Soufflot, född 22 juli 1713 i Irancy nära Auxerre, död 29 augusti 1780 i Paris, var en fransk arkitekt under nyklassicismen.

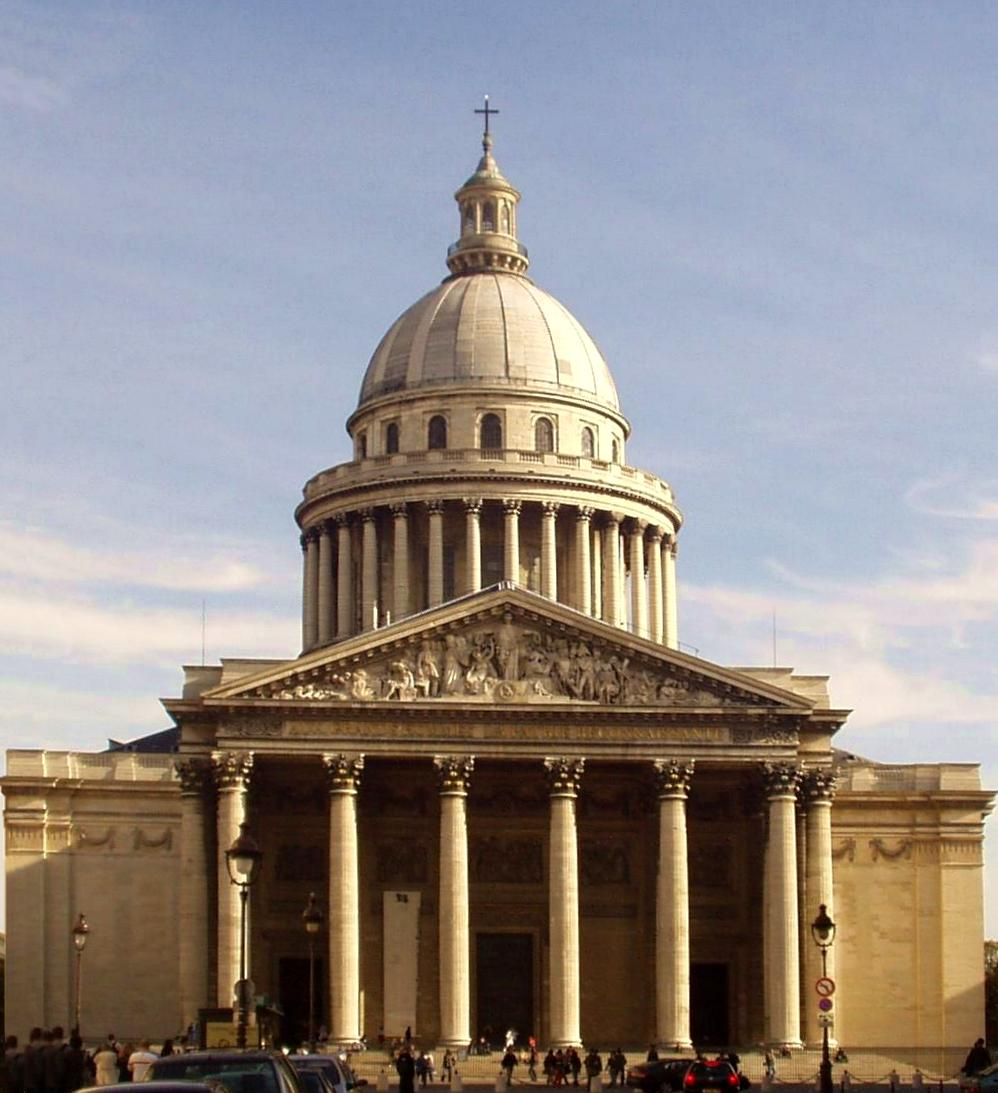
Panthéon i Paris.

## Biografi
Soufflot är mest känd för att ha ritat Panthéon i Paris, tidigare benämnd Sainte Geneviève. I utformningen av kyrkan var han inspirerad av teoretikern Marc-Antoine Laugier. Uppförandet, som började 1764, var klart först 1789 och är av nyklassicismens tidigaste och även mest monumentala skapelser.
I vissa källor benämns han Jacques-Gabriel Soufflot.  I andra som Jacques-Germain Soufflot.